# دی ماتن
دی ماتن (به هلندی: De Maten) یک منطقهٔ مسکونی در هلند است که در وسترولد واقع شده‌است.